# 28-cm-Schnelladekanone L/40
Die 28-cm-Schnelladekanone L/40  (28-cm-S.K. L/40) wurde vor dem Ersten Weltkrieg als Schiffsgeschütz entwickelt und kam auf den Linienschiffen der Braunschweig- und Deutschland-Klasse als Hauptbewaffnung zum Einsatz. Am 1. September 1939 eröffnete die Schleswig-Holstein das Feuer aus ihren 28-cm-SK L/40 auf die polnische Stellung auf der Westerplatte. Mit diesen Schüssen begann der Zweite Weltkrieg in Europa. Während des Zweiten Weltkriegs wurden die Geschütze auch als Küstengeschütze oder Eisenbahngeschütze zum Einsatz gebracht.

## Entwicklung
Die Firma Krupp begann mit der Fertigung der Schiffsgeschütze im 28-cm-Kaliber weit vor Beginn der großen Kriege. Die 28-cm-SK L/40 war dabei das erste Geschütz der 28-cm-Schnelladekanonen für die Marine aus dem Hause Krupp. Die Kanone wurde erstmals 1902 gefertigt und entsprach abgesehen von der Länge praktisch ihrem Nachfolger, der 28-cm-Schnelladekanone L/45.

## Technik
Das Geschütz ist als Mantelringrohr-Geschütz ausgeführt, bei dem ein Seelenrohr von Ringen und Mantel umfasst wird, um dem großen Druck beim Zünden der Treibladung standzuhalten. Im Aufbau folgen aufeinander das Verschlussstück, ein Hornring, ein Ringstück und das „lange Feld“.
Der Hornring hat zwei hornartige Ansätze, an denen die Kolbenstangen der Rücklaufbremse befestigt werden. Das Ringstück ist anfangs zylindrisch und verjüngt sich dann hin zum „langen Feld“, das sich schließlich konisch zur Mündung hin verjüngt. Im Verschlussstück findet sich ein Keilloch zur Befestigung des Verschlussblocks, nach hinten führt das Ladeloch und nach vorne die „Seele“. Das Ladeloch hat auf der linken Seite eine Aussparung, welche den Ladevorgang erleichtern soll. Die „Seele“ ist unterteilt in glatten und gezogenen Teil, wobei der konische Kartuschenraum im glatten Teil liegt. Im gezogenen Teil befinden sich die Züge, die dem Geschoss den Drall für eine gerade Flugbahn geben.
Der Verschluss ist als Krupp-Schnellade-Flachkeilverschluss ausgeführt, dazu gehören folgende technische Aspekte. Beim Öffnen wird der Verschluss automatisch für die nächste Abfeuerung gespannt. Beim Öffnen wird die Kartuschhülse durch einen Mechanismus automatisch ausgeworfen. Der Verschluss kann ohne Werkzeug zerlegt werden. Schlagbolzen und Schlagbolzenfeder können leicht ausgewechselt werden. Die für eine Schnelladekanone vorteilhafte Verschlusstechnik erforderte für die Abdichtung des Laderaums gegen die ansonsten nach hinten austretenden Verbrennungsgase die Verwendung von Treibladungshülsen als Liderung.

## Einsatzgeschichte

### Schiffsartillerie
Die 1901 auf Stapel gelegte Braunschweig-Klasse nutzte erstmals die von Krupp entwickelten 28-cm-SK-L/40-Geschütze in Doppeltürmen an Bug und Heck. Der „Drh.L. C/01“ bezeichnete Turm war eine Weiterentwicklung bislang verwandter Türme. Die Geschütze in ihnen konnten 4° gesenkt und 30° erhöht werden. Sie konnten 150° auf jede Seite der Mittellinie der Schiffe geschwenkt werden. Als Granaten standen 240 kg schwere „L/2.6“ panzerbrechende Geschosse zur Verfügung, die bei maximaler Erhöhung bis zu 18,83 km weit verschossen werden konnten. Die Schiffe verfügten über 85 Granaten je Geschütz. Die Türme waren in der Lage zwei Salven pro Minute zu verfeuern.

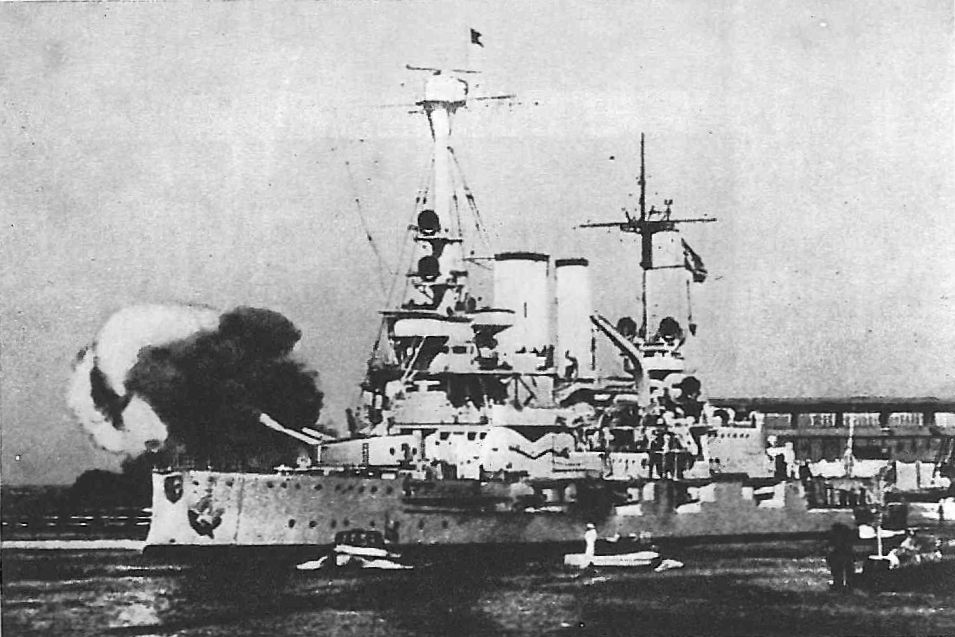
Schüsse der Schleswig-Holstein vor Danzig 1939

Ab 1903 auf Stapel gelegt, war die Deutschland-Klasse mit ihren 28-cm SK L/40-Türmen die letzte Klasse von Einheitslinienschiffen der Kaiserlichen Marine. Obwohl veraltet, nahmen die Einheiten der Klasse 1916 an der Skagerrakschlacht teil, die Pommern ging dabei verloren. Je drei Schiffe der Braunschweig- und Deutschland-Klasse wurden unter den Bedingungen des Versailler Vertrags in die Reichsmarine übernommen. Die Schlesien und die Schleswig-Holstein nahmen noch aktiv am Zweiten Weltkrieg teil. Am 1. September 1939 um 04:47 Uhr eröffnete die Schleswig-Holstein das Feuer aus ihren 28-cm-SK L/40 auf die polnische Stellung auf der Westerplatte. Mit diesen Schüssen begann der Zweite Weltkrieg in Europa.

### Küstenartillerie
Diese Geschütze wurden im Zweiten Weltkrieg auch als Küstenartillerie in der Batterie Graf Spee auf Wangerooge (siehe auch: Militärische Geschichte Wangerooges) und später als Küstenbatterie Graf Spee in Brest eingesetzt. Die Batterie wurde am 9. September 1944 eingenommen.

### Eisenbahnartillerie
Im Ersten Weltkrieg wurde die Eisenbahngeschütze 28-cm-Schnelladekanone L/40 Bruno und  28-cm-K L/40 „Kurfürst“ genutzt.
Acht Geschütze wurde im Rahmen der Wiederbewaffnungsmaßnahmen zwischen 1936 und 1938 zur kurzen Bruno-Kanone (E) umgebaut. Der Einsatz erfolgte bei den Eisenbahnbatterien 690, 695, 696 und 721.
Weitere Informationen finden sich in der Liste von Eisenbahngeschützen.